# Municipio de Tuscarora (Dakota del Norte)
El municipio de Tuscarora (en inglés: Tuscarora Township) es un municipio ubicado en el condado de Pierce en el estado estadounidense de Dakota del Norte. En el año 2010 tenía una población de 62 habitantes y una densidad poblacional de 0,67 personas por km².

## Geografía
El municipio de Tuscarora se encuentra ubicado en las coordenadas 48°14′22″N 100°1′52″O / 48.23944, -100.03111. Según la Oficina del Censo de los Estados Unidos, el municipio tiene una superficie total de 92.92 km², de la cual 89,7 km² corresponden a tierra firme y (3,46 %) 3,21 km² es agua.

## Demografía
Según el censo de 2010, había 62 personas residiendo en el municipio de Tuscarora. La densidad de población era de 0,67 hab./km². De los 62 habitantes, el municipio de Tuscarora estaba compuesto por el 100 % blancos. Del total de la población el 0 % eran hispanos o latinos de cualquier raza.